# Brežnevka

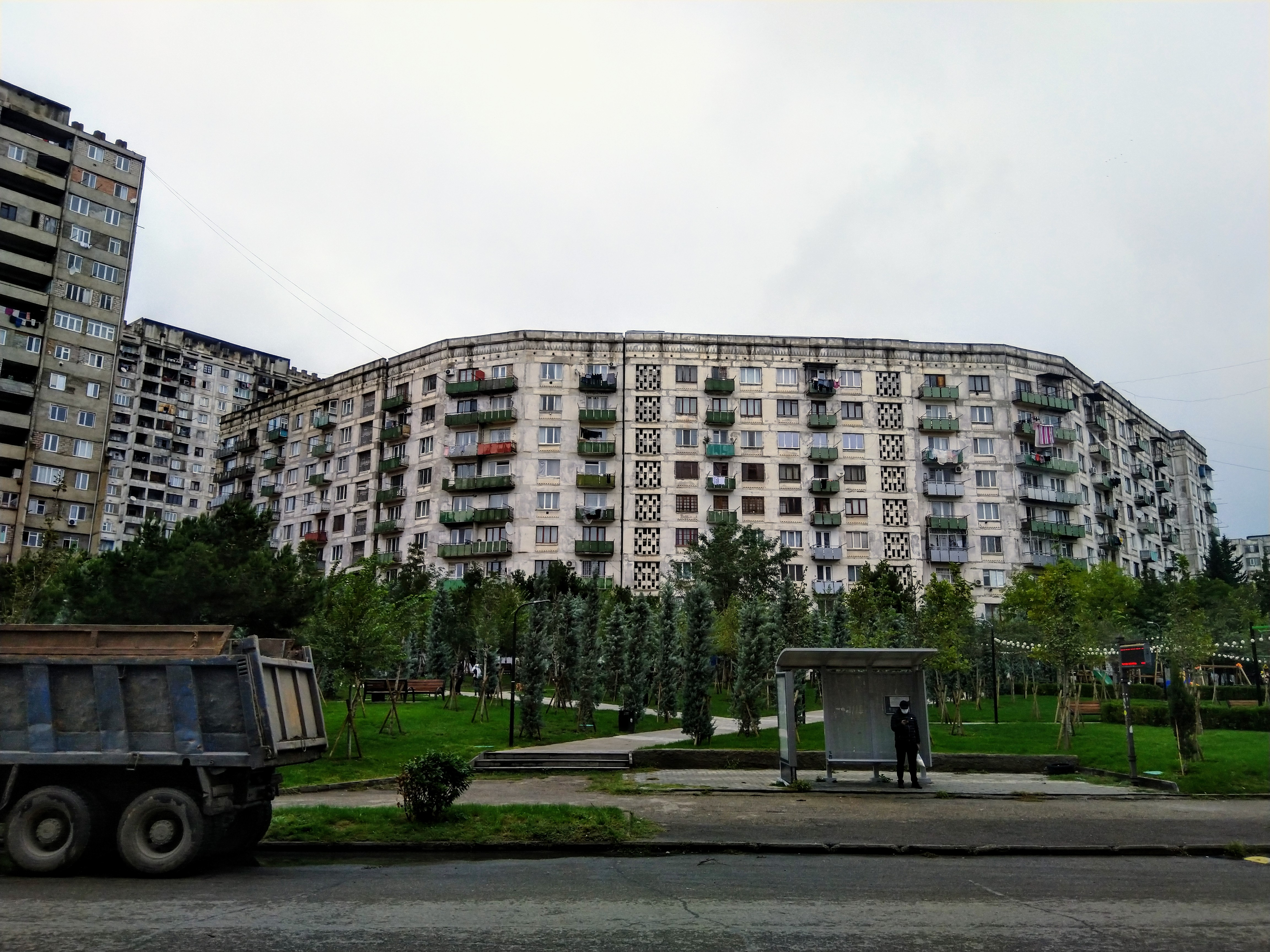
Nel distretto di Varketili di Tbilisi, in Georgia, la maggior parte dei condomini sono delle Brežnevke.

Una brežnevka (in russo брежневка?; trasl. angl. brezhnevka) è un tipo di condominio costruito nell'URSS dal 1964 al 1980, quando a capo dello Stato c'era Leonid Brežnev, da cui, infatti, prende il nome questo tipo di edificio. La brežnevka è stata preceduta dalla chruščëvka.

## Storia
La brežnevka nacque dall'esigenza di aggiornare la chruščëvka, in risposta all’aumento dei bisogni abitativi della popolazione. Con la crescita della domanda di alloggi, si rese necessario costruire edifici residenziali di maggiore capienza. Attualmente, si contano circa quaranta varianti di brežnevka.

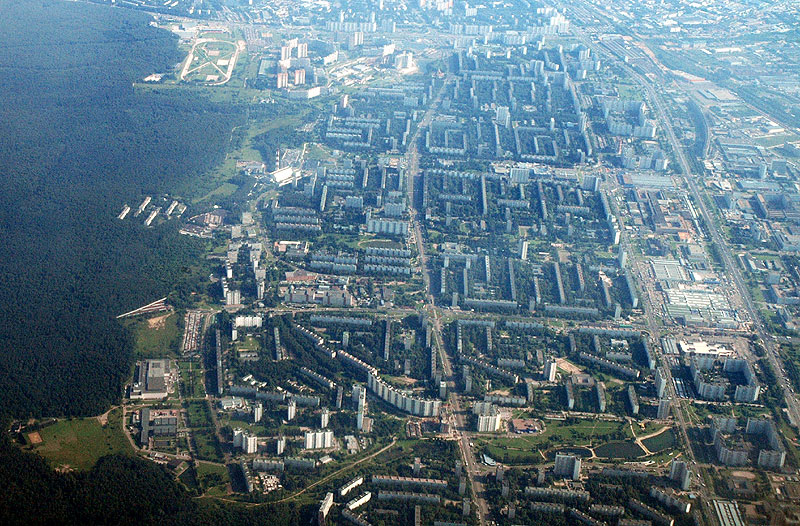
La città di Chertanovo vista dall'alto

Il picco della costruzione delle brežnevke si registrò tra la fine degli anni '60 e i primi anni '90. Questi edifici venivano realizzati prevalentemente con pannelli di cemento armato o mattoni di sabbia e calce, più raramente con blocchi prefabbricati. L'introduzione delle brežnevke fu motivata dall'aumento delle lamentele da parte della popolazione riguardo alla qualità abitativa offerta dalle Chruščëvke. L’iniziale entusiasmo per il possesso di un appartamento in una chruščëvka si affievolì progressivamente, fino a giungere a un compromesso: la brežnevka. A partire dai primi anni ’90, queste ultime iniziarono a essere gradualmente sostituite da serie abitative più moderne e da edifici pluripiano realizzati su progetto individuale, caratterizzati da una distribuzione degli spazi ulteriormente migliorata.
Spesso il termine brežnevka si riferisce specificamente agli edifici a pannelli di 9 o 10 piani, costruiti in massa negli anni '70, '80 e '90 nell'URSS e successivamente nei Paesi dell’ex Unione Sovietica. Questo perché tali tipologie rappresentavano la forma più comune di brežnevka, nonostante ne esistessero numerose varianti. In alcune città, ad esempio, le brežnevke potevano essere anche edifici a 5 piani. Le differenze dipendevano dalla pianificazione architettonica e dalla zona in cui venivano edificati.
Con l’inizio della costruzione di alloggi standardizzati su larga scala, e in seguito alla cancellazione, nei primi anni '60, dell’erogazione di prestiti per la costruzione di abitazioni individuali nelle aree urbane, la quota di questo tipo di soluzione abitativa iniziò a diminuire. Tra il 1981 e il 1986, essa rappresentava soltanto il 6,2% del nuovo patrimonio immobiliare, pari a 19,2 milioni di metri quadrati sui 308,7 milioni complessivamente edificati.
Gli alloggi venivano costruiti con i fondi delle imprese e dei consigli locali. Esistevano anche edifici realizzati grazie al contributo economico dei cittadini comuni, ai quali veniva concesso il diritto di aderire a cooperative abitative. Il pagamento iniziale richiesto variava tra il 15% e il 30% del costo complessivo dell'abitazione, mentre la somma restante veniva saldata successivamente, con un tasso d’interesse annuo dello 0,5%. Tuttavia, la quota di abitazioni cooperative nella costruzione complessiva non superava il 10%.
Geoffrey Hosking, nella sua Storia dell'Unione Sovietica, osserva che possedere un appartamento in un grande condominio rappresentava per il cittadino sovietico una sorta di simbolo di status intermedio: a metà strada tra l’élite privilegiata e i lavoratori ordinari, che dipendevano dalle assegnazioni da parte dei datori di lavoro o dei consigli locali. Anche per l’acquisto di un appartamento in cooperativa era necessario essere inseriti in una lista d’attesa per il miglioramento delle condizioni abitative, ma la procedura era più rapida e meno vincolata: con la disponibilità economica, era possibile accedere a una superficie abitativa maggiore.
La questione abitativa veniva inoltre utilizzata come strumento di incentivo: ad esempio, era possibile ottenere un appartamento più rapidamente in virtù di meriti professionali o della partecipazione a progetti statali di particolare rilevanza.

## Descrizione

### Esterno
A differenza della chruščëvka a cinque piani che la precedette, la brežnevka è composta da nove fino a diciassette piani. Solitamente realizzata in pannelli di cemento, in alcuni casi può essere costruita anche in mattoni. Il tetto è piatto e rivestito con bitume, e vi è installato un sistema di scarico per il deflusso delle acque piovane.

### Interno
Il numero di stanze in un appartamento brežnevka varia da una a quattro. L'altezza dei soffitti può raggiungere i 2,7 metri. Le cucine hanno una superficie compresa tra 6,8 e 7,4 metri quadrati. Nella prima versione della brežnevka, il bagno e la toilette erano combinati in un unico ambiente; nelle versioni successive, invece, vennero realizzati come stanze separate.

### Altre caratteristiche
Nelle brežnevke erano installati ascensori. Negli edifici a quattordici piani, erano presenti sia ascensori per passeggeri sia montacarichi. Venivano inoltre dotati di scivoli per la raccolta dei rifiuti. Le scale risultavano più ampie rispetto a quelle presenti nei precedenti complessi abitativi sovietici.

### Critiche
- Le giunture tra i pannelli di cemento sono soggette a separazione nel tempo.
- L’isolamento termico è scarso.
- I bagni sono di dimensioni ridotte.
- L’isolamento acustico è di bassa qualità.[7][9]

## Galleria d'immagini

Un esempio di una brežnevka a nove piani, 1975.
Tre alte brežnevke con un'altra e lunga brežnevka in lontananza, 1975.
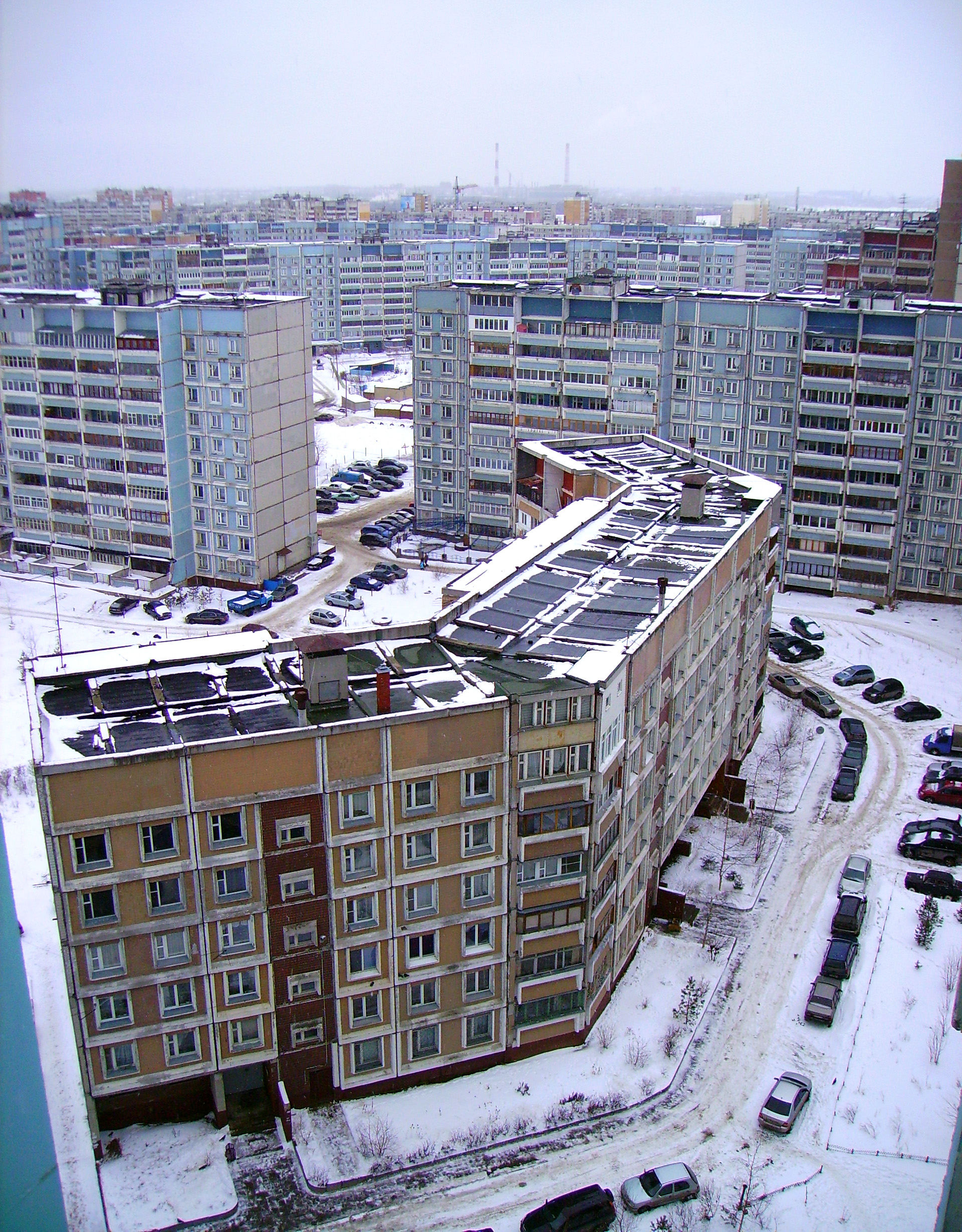
Brežnevke a Nizhny Novgorod, 2008.